# Wooden spoon
Een wooden spoon (houten lepel) is een prijs die wordt uitgereikt aan een persoon of een team die laatste wordt in een competitie. Bij sommige evenementen wordt de wooden spoon ook aan de nummer twee uitgereikt.

## Rugby union

### Zeslandentoernooi
| Team      | Wooden spoons | Jaar |
| --------- | ------------- | --- |
| Italië    | 18            | 2000, 2001, 2002, 2005, 2006, 2008, 2009, 2010, 2011, 2014, 2016, 2017, 2018, 2019, 2020, 2021, 2022, 2023 |
| Schotland | 4             | 2004, 2007, 2012, 2015                                                                                     |
| Wales     | 3             | 2003, 2024, 2025                                                                                           |
| Frankrijk | 1             | 2013 |
| Engeland  | 0             | |
| Ierland   | 0             | |

- Vetgedrukt is alle wedstrijden verloren.

### The Rugby Championship
| Team          | Wooden spoons | Jaar                                                             |
| ------------- | ------------- | ---------------------------------------------------------------- |
| Zuid-Afrika   | 11            | 1999, 2000, 2001, 2002, 2003, 2006, 2007, 2008, 2010, 2011, 2015 |
| Argentinië    | 8             | 2012, 2013, 2014, 2016, 2017, 2018, 2019, 2021, 2022             |
| Australië     | 7             | 1996, 1997, 2005, 2009, 2020, 2023, 2024                         |
| Nieuw-Zeeland | 2             | 1998, 2004                                                       |

- Vetgedrukt is alle wedstrijden verloren.